# 李在勳
李在勳（韓語：이재훈），韓國電視劇導演。

## 作品

### 電視劇
- 2014年：KBS《鄭道傳》
- 2014年：KBS《Drama Special－冤魂》
- 2015年：KBS《Blood》
- 2016年：KBS《Drama Special－Page Turner》
- 2016年：KBS《Beautiful Mind》
- 2017年：KBS《金科長》
- 2018年：KBS《今天的偵探》
- 2020年：JTBC《奔向愛情》
- 2023年：JTBC《離婚律師申晟瀚》
- 2026年：JTBC《未婚男女的效率戀愛》

### 製作作品
- 2013年：KBS《Good Doctor》

### 助理導演作品
- 2010年：KBS《笑吧！東海》
- 2011年：KBS《福熙姐》

## 外部連結
- NAVER搜索 （页面存档备份，存于）